# Євтихій (єресіарх)
Євтихій (грец. Εὐτυχής, бл. 370 — після 454) — константинопольський архімандрит, ігумен одного з константинопольських монастирів. Євтихію приписується створення єресі, названої його ім'ям — євтихіанством. В кінці VII століття входить в оборот альтернативна назва, що показує зміст цієї єресі, — монофізитство. Згідно загальноприйнятій думці, євтихіанство (монофізитство) сповідувало у Христі лише одну божественну природу, тому Ісус Христос визнавався тільки Богом, а не людиною. Євтихій був засуджений на помісному Константинопольському соборі 448 року і анафематствований як єресіарх усіма історичними християнськими конфесіями, як халкедонської богословської традиції (Римо-католицької і Православної церков (якщо в основному)), так і традицій нехалкедонських (Орієнтальних православних церков).

### Науково-богословська література
1. Jean Meyendorff. Le Christ dans la Theologie Візантійські. Paris, 1968. (Англійською: John Meyendorff. Christ in the Eastern Christian Thought. New York, 1969. Російський переклад: Прот. Іоанн Мейєндорф. «Ісус Христос у східному православному богослов'ї». М., 2000)
2. Єп. Григорій (Ст. М. Лур'є). Історія візантійської філософії. Формативний період. СПб., Axioma, 2006. XX + 553 с. ISBN 5-901410-13-0 Зміст [Архівовано 1 березня 2011 у Wayback Machine.], Розділ 1, гол. 1 [Архівовано 4 листопада 2011 у Wayback Machine.], Розділ 1, гол. 2 [Архівовано 4 листопада 2011 у Wayback Machine.], Розділ 2, гол. 1 [Архівовано 26 лютого 2010 у Wayback Machine.], Розділ 2, гол. 2 [Архівовано 26 лютого 2010 у Wayback Machine.], Розділ 4, гол. 1 [Архівовано 4 листопада 2011 у Wayback Machine.], Розділ 4, гол. 2 [Архівовано 4 листопада 2011 у Wayback Machine.]
3. В. В. Болотов. {{{Заголовок}}}. — Т. 4.
4. А. В. Карташев. Вселенські Собори. Париж, 1963 [Архівовано 28 липня 2012 у Wayback Machine.]